# Slätskivlingar
Slätskivlingar (Psilocybe) är ett släkte med ganska små svampar med mörkt sporpulver som alla lever saprofytiskt och kräver mer eller mindre kvävehaltigt substrat. Arterna inom släktet påträffas ofta på gödsel men även i kompost. I Sverige finns ett tiotal arter inom släktet.
Flera av arterna innehåller de hallucinogena substanserna psilocybin och psilocin och några av dessa arter har sedan länge använts i religiösa sammanhang av flera indianstammar i Mellanamerika.

## Ett urval arter
- Dyngslätskivling (Deconica coprophila)
- Toppslätskivling (Psilocybe semilanceata)
- Rotslätskivling (Psilocybe merdaria)
- Strimmig slätskivling (Psilocybe montana)
- Psilocybe fimetaria
- Ärggrön kragskivling (Psilocybe aeruginosa)
- Psilocybe atrobrunnea
- Lumpskräling (Psilocybe inquilina) syn. Psilocybe muscorum
- Luktkragskivling (Psilocybe luteonitens) (tidigare Stropharia)
- Fliskragskivling (Psilocybe percevalii) (tidigare Stropharia)
- Puckelslätskivling (Psilocybe physaloides)
- Skogsslätskivling (Psilocybe rhombispora)
- Fjällig kragskivling (Psilocybe squamosa) syn. Stropharia squamosa, Stropharia thrausta och Psilocybe thrausta.
- Ringslätskivling (Psilocybe cubensis)
- Psilocybe strictipes syn. psilocybe callosa, psilocyba semilanceata var obtusa, pcilocybe semilanceata var microspora
- Psilocybe subfimetaria syn. Psilocybe sierrae
- Psilocybe turficola